# Пинько Наталія Панасівна
Наталія Панасівна Пинько (15 серпня 1936, село Часнівці, тепер Козелецького району Чернігівської області — ?) — українська радянська діячка, новатор сільськогосподарського виробництва, зоотехнік колгоспу імені ХХІІ з'їзду КПРС Володарського району Донецької області. Депутат Верховної Ради УРСР 6-го скликання.

## Біографія
Народилася у селянській родині. Батько загинув під час Другої світової війни: розстріляний німецькими військами у Козельці.
Закінчила зоотехнічний технікум у місті Козельці Чернігівської області.
У 1960-х — 1970-х роках — зоотехнік колгоспу імені ХХІІ з'їзду КПРС села Труженки Володарського району Донецької області.
Потім — на пенсії у смт. Володарське (тепер — Нікольське) Донецької області.

## Нагороди
- ордени
- медалі